# بؤس الفلسفة
بؤس الفلسفة أو فقر الفلسفة (بالفرنسية: Misère de la philosophie)‏ هو كتاب بقلم كارل ماركس نشر في باريس وبروكسل في عام 1847، حيث عاش في المنفى بين الأعوام 1843 حتى 1849. كتب في الأصل باللغة الفرنسية ردا على حجج اللاسلطوي الفرنسي بيير جوزيف برودون الاقتصادية والفلسفية التي وردت في كتابه من عام 1846 نظام التناقضات الاقتصادية أو فلسفة البؤس.

## التاريخ

### أفكار برودون

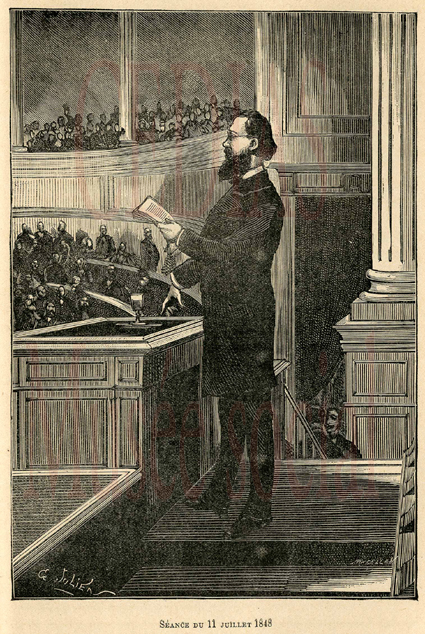
برودون يخطب في الجمعية الفرنسية في تموز / يوليه عام 1848.

كان بيير جوزيف برودون (1809-1865) منظرا لاسلطويا فرنسيا كتب بكثافة حول العلاقة بين الفرد والدولة. آمن برودون في المجتمع المنظم لكنه قال إن الدولة تمثل تركيزا غير شرعي للعنف الرسمي الذي يقوض فعليا أي جهد لبناء مجتمع عادل. رفض برودون كل أشكال النشاط السياسي واعتبره شكلا من أشكال التعاون الطبقي، لكنه قال بدلا من ذلك أن الطبقة العاملة يمكن أن تحقق خلاصها من خلال العمل الاقتصادي وحده؛ دعى إلى مقاطعة السياسة بهدف القضاء نهائيا على الدولة القائمة وجهازها السياسي.
آمن برودون بأن مستقبل عديمي الجنسية لم تكن محكوما بقوانين التاريخ الحديدية، بل بوعي السكان التي أيقظت أخلاقيا. وكان يعتقد أن هذه الأخلاق الضرورية، القائمة على الصدق، اللياقة، احترام الذات والمسؤولية الفردية، هي جزء متأصل من الطبقة العاملة، وهو أمر ينبغي تطويره وتشديده.
وعلى النقيض من ذلك، فقد اعتبر أن الصناعيون ورجال الأعمال وموظفوهم غير قادرين على تطوير هذه الأخلاق بسبب طبيعة النشاط الاقتصادي والسياسي اليومي. آمن أن فعل العمل نفسه هو مُشرِّف اجتماعيا، في حين أن فعل الاستغلال الاقتصادي الذي تدعمه القوة السياسية كان مفسدا بطبيعته. ولذلك، أعلن برودون بشكل قاطع عن انفصالية صارمة بين الطبقة العاملة وجميع الآخرين.

### كارل ماركس في المنفى
غادر كارل ماركس ألمانيا بعد أن قمعت الصحيفةَ التي قام بتحريرها، راينيش تسايتونج، حكومةُ بروسيا في وقت مبكر من عام 1843. هبط في باريس، حيث عاش من أكتوبر 1843 حتى ديسمبر 1845. هناك التقى برودون للمرة الأولى، الذي كان مؤلفا راديكاليا معروفا، سبق ونشر أربعة كتب. وعلى الرغم من النداء الذي وجهه ماركس للتعاون، رفض برودون المشاركة في مشروع الحوليات الألمانية-الفرنسية الذي كان ماركس مرتبطا به ارتباطا وثيقا.
على الرغم من أن التواصل الشخصي بين الاثنين كان محدودا، إلا أن ماركس قرأ كتابات برودون في هذا الوقت، ويمكن الاطلاع على مناقشاته في مؤلفاته في تلك الفترة، بما في ذلك الكتاب الذي نشره ضد برونو باور، العائلة المقدسة (1845) والمخطوطات الاقتصادية والفلسفية لعام 1844الذي لم ينشر في حياته. في كتاب ماركس المنشور دعم حاسم لبعض أفكار برودون ضد أفكار باور المنافسة.
استهوى ماركس بشكل خاص الطبيعة الشاملة لكتابات برودون حتى عام 1845 واستعداد الأخير لتبيان السياق العام للمشاهدات الصغيرة. في كتابه ما هي الملكية؟ شدد برودون على العلاقات الاجتماعية المنبثقة عن الملكية الخاصة، وميل التنمية الاقتصادية لإنتاج بروليتاريا عديمة الأملاك بأعداد متزايدة - أفكار وجدها ماركس مقنعة. إلا أن ثناء ماركس على برودون كان له حدوده، لأنه شعر أن برودون لم يستوعب تماما الطريقة التي تكون بها الأجور والمال، على سبيل المثال، شكلا من أشكال الملكية الخاصة.
أجبرت ماركس على الخروج من باريس الحكومةُ الفرنسية في عام 1845، وكانت بروكسل، بلجيكا وجهته المقبلة. على الرغم من مغادرته فرنسا، استمر باعتبار برودون حليفا سياسيا محتملا، وطلب منه في عام 1846 المشاركة في لجنة المراسلات الدولية الجديدة التي شكلت بحسب نموذج جمعية العمال التعليمية في لندن، التي تهدف إلى نشر الأفكار الاشتراكية بين الطبقة العاملة في أوروبا القارية. رد برودون بحذر على نداء ماركس. وربما كان ذلك جزئيا نتيجة لتحويل ماركس وزملائه السياسيون جهودهم التنظيمية إلى تأسيس هيئة سياسية، عصبة العدالة.

### بؤس الفلسفة بقلم ماركس
قرأ ماركس كتاب برودون في أواخر عام 1846 واستجاب له بشكل سلبي، مؤلفا رسالة مطولة لمراسله الروسي ب.ف. أنينكوف في 28 ديسمبر 1846 مع عرض مفصل لآرائه التي أصبحت جوهر كتابه لعام 1847. بدأ العمل على رد رسمي على بشكل كتاب في يناير التالي، واستكمال العمل في الربيع وأرسله للطباعة في أبريل 1847.
طُبع الكتاب الذي كان عنوانه الرسمي «بؤس الفلسفة: رد على فلسفة البؤس لبرودون» في بروكسل، بلجيكا في أوائل يوليو 1847. وقد كتب الكتاب باللغة الفرنسية لضرب هدفه على نحو وثيق، وليكون الجناس في العنوان واضحا بشكل لا لبس فيه. واعتبرت الدائرة السياسية حول ماركس، مثل الرابطة الشيوعية، الكتابَ جزءا أساسيا من برنامجهم المعاصر، إذ أنه حدد وجهات نظر الرابطة من الآراء التي تبناها برودون وأتباعه.
وبشكل مستغرب بعض الشيء، لم يعاد نشر فقر الفلسفة بالكامل، بعد إصداره الأول في عام 1847، قبل وفاة ماركس في عام 1883. نشرت الطبعة الألمانية الأولى من الكتاب لأول مرة في عام 1885؛ ترجمة روسية قامت بها مجموعة تحرير العمل (بالروسية:  Освобождение труда) صدر في عام 1886. طبعت الطبعة الفرنسية الثانية المنقحة في عام 1896، التي بادر إليها فريدريك انجلز وأكملتها بعد وفاته ابنة ماركس، لورا لافارج.
نشر أول طبعة باللغة الإنجليزية من «فقر الفلسفة» في لندن في عام 1900 الناشر الماركسي الرائد «تونتيث سنتشوري برس» (مطبعة القرن العشرين). قام بالترجمة من أجل هذه الطبعة الاشتراكي البريطاني هاري كوئلش. أعيد طبع نسخة كويلش في الولايات المتحدة لأول مرة في عام 1910 من قبل تشارلز ه. كير وشركاه، وهي دار نشر اشتراكية مقرها في شيكاغو.
صدرت عدة طبعات للكتاب باللغة العربية، في عام 1958 نشرت دار اليقظة العربية الكتاب من ترجمة أندريه يازجي. عام 1972 نشرت دار دمشق للطباعة والنشر الكتاب من ترجمة حنا عبود. عام 1979 نشرت دار الفارابي الكتاب من ترجمة محمد مستجير مصطفى.

## المحتوى
إن لهجة جدل ماركس ضد برودون منذ بداية الكتاب، مع فقرة لاذعة بدلا من المقدمة:
| «                                    | كان من سوء حظ برودون أن يواجه سوء فهم بالغ في أوروبا. فهم في فرنسا يغفرون له أن يكون اقتصاديا سيئا، إذ عرف بأنه فيلسوف ألماني جيد، وفي ألمانيا يغفرون له أن يكون فيلسوفا سيئا، فقد عرف بأنه واحد من أقدر الاقتصاديين الفرنسيين.. وقد أردت - كألماني واقتصادي في آن - أن أحتج على هذا الخطأ المزدوج .... | » |
| — كارل ماركس، بروكسل، 15 يونيو 1847. | |   |

وعلى الرغم من احتواء كلمة «الفلسفة» في عنوانها، فإن بؤس الفلسفة هي في الأساس كتاب يتناول موضوع الاقتصاد - أشار أول مترجم للغة الإنجليزية هاري كوئلش إلى أن العمل يحتوي على «أساس النظريات المفصلة بالكامل في رأس المال، بالإضافة إلى تحليلها الشامل للنظام الرأسمالي للإنتاج والتوزيع» بالإضافة إلى قانون القيمة لكي يجادل طريقة تطبيق الجدلية على الاقتصاد السياسي، فإنه يستشهد بعلم منطق هيجل. ويرفض ماركس فكرة برودون حول ضريبة الاستهلاك ورفضه استخدام الإضراب. وفي نهاية الكتاب، يستشهد بكلمات جورج ساند بأن «القتال أو الموت: صراع دموي أو انقراض، وبالتالي فإن السؤال هو وضع لا محالة.». وعلاوة على ذلك يستشهد بنظرية جون غراي. في الواقع، وقد قال عن الكتاب أحد العلماء السوفياتية، «إحدى أولى المؤلفات الماركسية الناضجة.»

## أهميته
في عام 1956 أعلنت الخبيرة الاقتصادية جوان روبنسون في مراجعة لطبعة بريطانية جديدة من «فقر الفلسفة» أنه من وجهة نظر الاقتصاد الحديث جدل ماركس مع برودون كان «مضيعة للوقت» يثير«اهتمام المتخصصين للغاية.» فحسب.
وعلى الرغم من شهرة الكتاب وإعادة إصداره بشكل دوري، فإنه لا يعتبر واحدا من الأعمال الأساسية للمذهب الماركسي، وهو ما يتضح من إغفاله من المجلدين كارل ماركس: أعمال مختارة الذي نُشر في وقت واحد في عدة بلدان في الثلاثينيات تحت رعاية معهد ماركس - إنجلز لينين في موسكو.

## الحواشي
1. ↑  Paul Thomas, Marx and the Anarchists.
2. ↑  Thomas, Marx and the Anarchists, pp. 177–178.
3. ↑  Thomas, Marx and the Anarchists, pg. 179.
4. ↑  Thomas, Marx and the Anarchists, pp. 179–180.
5. ↑  Thomas, Marx and the Anarchists, pg. 191.
6. ↑  Thomas, Marx and the Anarchists, pg. 192.
7. ↑  Thomas, Marx and the Anarchists, pp. 197–198.
8. ↑  Thomas, Marx and the Anarchists, pg. 201.
9. ↑  Thomas, Marx and the Anarchists, pg. 206.
10. ↑  Vera Morozova, "Introductory Note to The Poverty of Philosophy," Marx-Engels Collected Works: Volume 6, Marx and Engels, 1845–1848.
11. ↑  Morozova, "Introductory Note," pg. 673.
12. ↑  Morozova, "Introductory Note," pg. 674.
13. ↑  كارل ماركس (2010). بؤس الفلسفة رد على فلسفة البؤس لبرودون. ترجمة: محمد مستجير مصطفى (ط. الرابعة). بيروت، لبنان: دار الفارابي. ص. 54–55. {{استشهاد بكتاب}}: الوسيط |تاريخ الوصول بحاجة لـ |مسار= (مساعدة)
14. ↑  Harry Quelch, "Introduction" to Karl Marx, The Poverty of Philosophy.
15. ↑  بؤس الفلسفة, الفصل 1, 2
16. ↑  بؤس الفلسفة, الفصل 2, 1
17. ↑  بؤس الفلسفة, الفصل 2, 3
18. ↑  بؤس الفلسفة, الفصل 2, 5
19. ↑  From the novel Jean Siska by Sand (In French) Le combat ou la mort, la lutte sanguinaire ou le néant.
20. ↑  بؤس الفلسفة, الملحق, 2
21. ↑  Vera Morozova, "Preface" to Karl Marx and Frederick Engels, Marx-Engels Collected Works: Volume 6: Marx and Engels, 1845–1848.
22. ↑  Joan Robinson, "The Poverty of Philosophy, by Karl Marx," [review] Economic Journal, vol. 66, no. 262 (June 1956), pp. 334–335.
23. ↑  For the American edition: V. Adoratsky (ed.

## وصلات خارجية
- بؤس الفلسفة على موقع الموسوعة البريطانية (الإنجليزية)

- نص بؤس الفلسفة الكامل في موقع الحوار المتمدن.

لم يتم العثور على روابط لمواقع التواصل الاجتماعي.